# Майяские языки

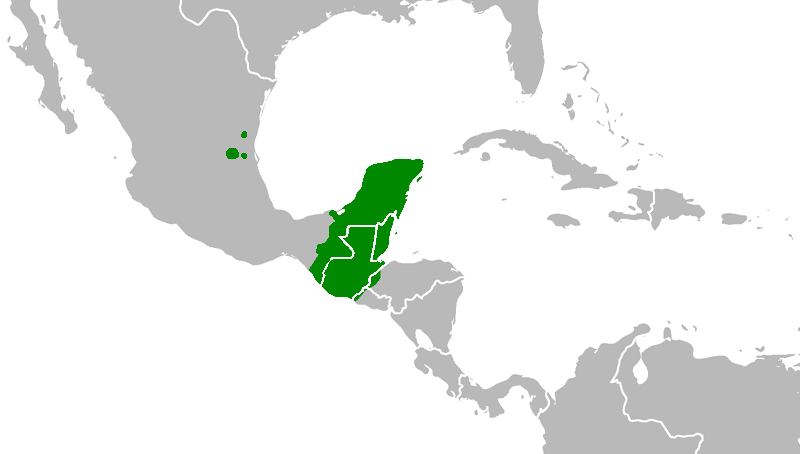
Область распространения майяских языков

Классификационная схема майяских языков

Майя́ские языки или языки ма́йя (также языки майя-киче, майянские языки) — крупная семья индейских языков Месоамерики, распространённая в Мексике, Гватемале и Белизе. Общая численность говорящих свыше 5 млн человек. Общий предок — прамайяский язык.
Крупнейшие по численности языки:
1. киче — 900 тыс. носителей (Гватемала)
2. юкатекский, или майя — 800 тыс. (полуостров Юкатан, Мексика)
3. кекчи — 740 тыс. (Гватемала, Сальвадор).

Несколько языков майя уже вымерли (отмечены ниже знаком †).

## Классификация
Включает 28 живых языков и 3 вымерших.

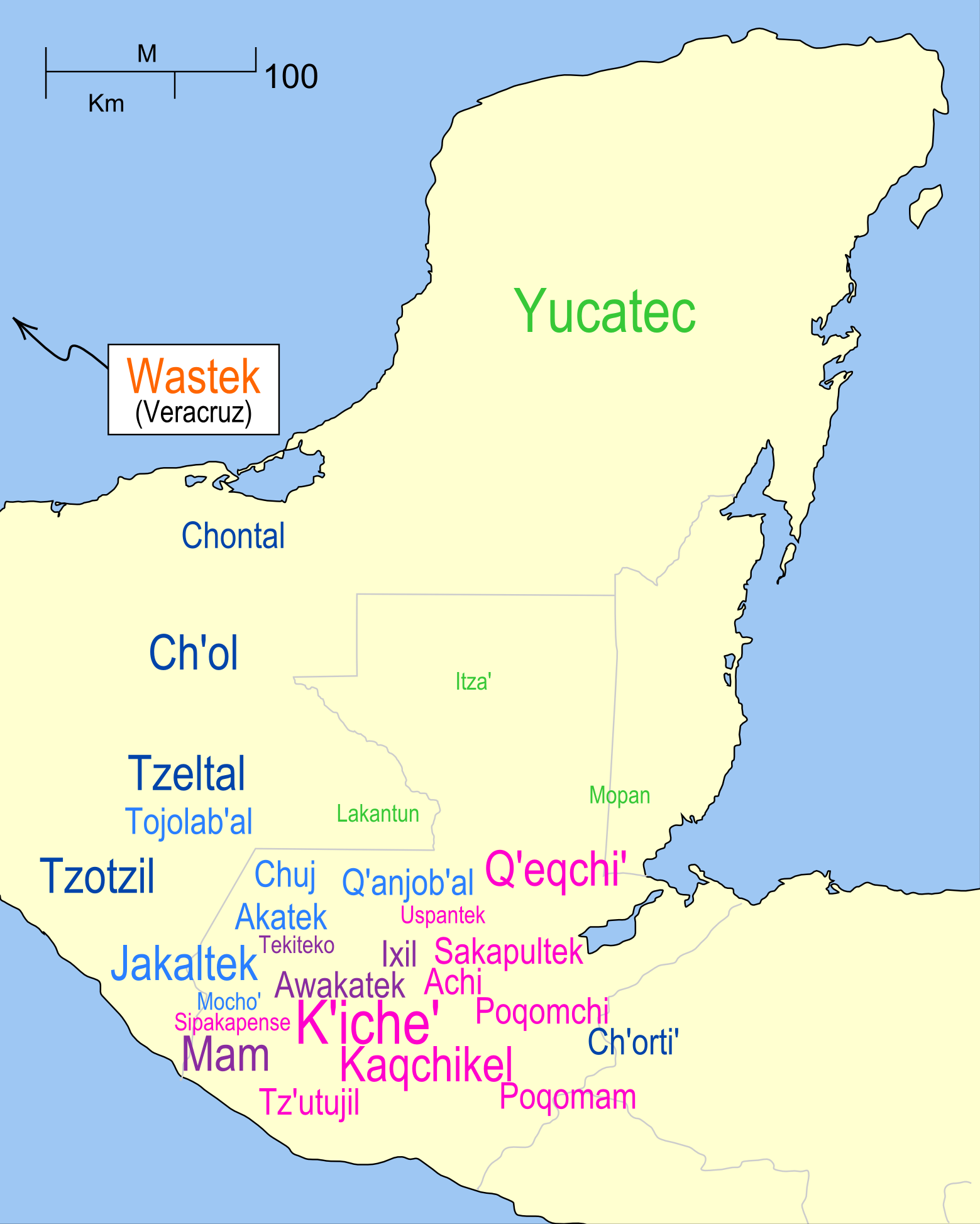
Распространение современных майяских языков (цвета соответствуют группам, размер шрифта — числу говорящих).

- уастекская подсемья/ветвь: уастекский, чикомусельтекский † (кабиль)
- юкатекская подсемья/ветвь:
  - ица-мопанская группа: ица, мопанский
  - юкатек-лакандонская группа: лакандонский (лакантун), юкатекский
- Ядерно-майяская подсемья
  - Западная надветвь
    - чолано-цельталанская ветвь (большая цельталанская; Ch’olan):
      - чольская группа:
        - западночольская подгруппа: чонтальский (йокотан), чольский
        - восточночольская подгруппа: иероглифический майя †, чольти † (классический язык майя †), чорти

      - цельтальская группа: цельтальский, цоцильский

    - канхобаль-чухская ветвь (Q’anjob’alan):
      - группа чух-тохолабаль: тохолабаль, чух
      - канхобальская группа:
        - канхобаль-хакальтекский подгруппа: акатекский, канхобальский, хакальтекский (попти)
        - мотосинтлекский язык (котоке): мотосинтлекское (мочо), тусантекское (мучу) наречия

  - Восточная надветвь:
    - мамийская ветвь:
      - теко-мамская группа: мам, тектитекский (теко)
      - ишильская группа: агуакатекский (авакатек), ишильский (ишиль)

    - киче (кичеанская) ветвь:
      - кекчи
      - языки поком:  покомам и покомчи
      - собственно киче группа:
        - киче-ачи подгруппа: киче, ачи
        - какчикель-цутухильская подгруппа: какчикельский, цутухильский

      - сакапультек-сипакапская группа:
        - сакапультекский,
        - сипакапенский (сипакапа)

      - успантекский язык